# دینا جول
دینا جول (انگلیسی: Dina Jewel؛ زاده ۱ فوریهٔ ۱۹۷۸) یک بازیگر پورنوگرافی اهل نروژ است.